# Муниципальное образование «Забитуй»
Муниципа́льное образова́ние «Забиту́й» — муниципальное образование  в Аларском районе Иркутской области России.
Административный центр — посёлок Забитуй.

## Население
| 2010  | 2011  | 2012  | 2013  | 2014  | 2015  | 2016  |
| ----- | ----- | ----- | ----- | ----- | ----- | ----- |
| 1840  | ↘1834 | ↘1827 | ↗1890 | ↘1843 | ↗1869 | ↘1848 |
| 2017  |       |       |       |       |       |       |
| ↘1821 |       |       |       |       |       |       |

## Состав сельского поселения
| № | Населённый пункт | Тип населённого пункта          | Население |
| - | ---------------- | ------------------------------- | --------- |
| 1 | Забитуй          | посёлок, административный центр | ↘1468     |
| 2 | Иванова          | деревня                         | ↗142      |
| 3 | Нарены           | деревня                         | ↗160      |
| 4 | Омулёвка         | деревня                         | ↘57       |